# Desmidiales
Ordre
Classification phylogénétique
- Eukaryota
  - Bikonta
    - Corticata
      - Archaeplastida (Plantes)
        - Metabionta
          - Streptophyta
            - Phragmoplastophyta
              - Zygnematophyta

Les Desmidiales ou Desmidiées sont un ordre de micro-algues vertes qui comprend une quarantaine de genres et de 5 à 6 000 espèces.

## Description
Les Desmidiées sont microscopiques. La plupart sont unicellulaires et sont divisées en deux compartiments symétriques séparés par un isthme au milieu duquel se trouve le noyau.
Chaque compartiment renferme un chloroplaste pourvu de pyrénoïdes.

## Écologie
Elles vivent dans les eaux douces du monde entier ; beaucoup sont dans les eaux acides (pH 4 à 6) des tourbières à sphaignes.

## Reproduction
Le groupe partage avec le 2e ordre de la classe, les Zygnematales, la caractéristique d'une reproduction par conjugaison de gamètes amiboïdes non flagellés, d'où le nom de « conjuguées » autrefois employé pour la classe des Zygnématophycées.

## Classification

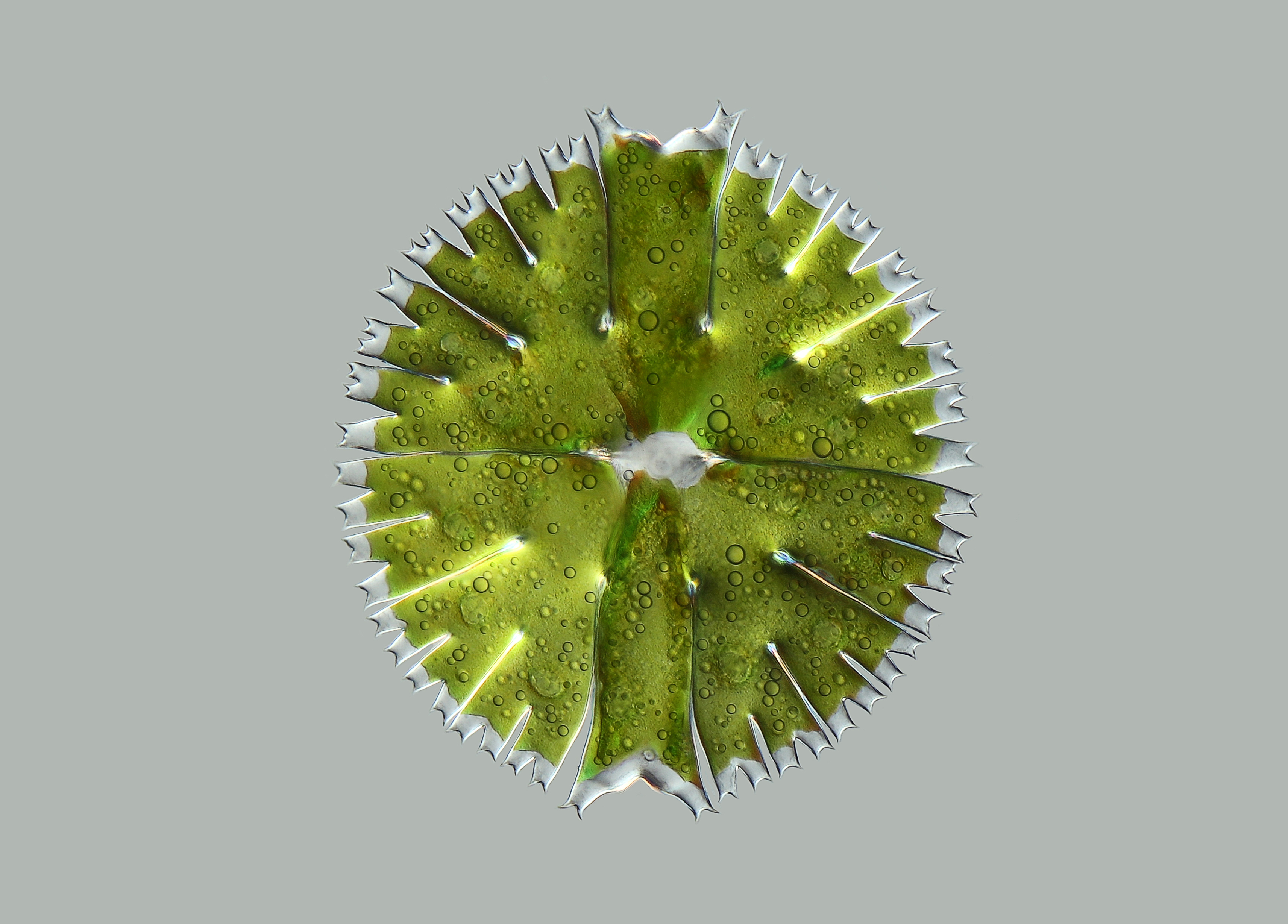
Micrasterias rotata, une espèce de Desmidiales vue au microscope.

Le groupe fait partie de la classe des Zygnematophyceae (voir les niveaux plus élevés dans l'encart).
On peut y distinguer 4 familles : Gonatozygaceae, Peniaceae, Closteriaceae et Desmidiaceae ou plus simplement 2 familles : Mesotaeniaceae (paroi délimitant une seule loge) et Desmidiaceae (cellule avec une suture ou un étranglement médian de la paroi)
Les genres principaux sont : Micrasterias, Closterium, Cosmarium, Desmidium, Staurastrum.
Selon AlgaeBase (21 juillet 2017) et ITIS (21 juillet 2017) :
- famille des Closteriaceae (en)
- famille des Desmidiaceae
- famille des Gonatozygaceae (en)
- famille des Peniaceae (en)